# Аномија
Аномија (грч. a- = не и vομος = закон) је појам који је увео француски социолог Емил Диркем да би означио помањкање, суспензију или неефикасност друштвених норми, закона, прописа и вредности које доводи до дезорганизације и дестабилизације друштва, као и до конфузије у моралној свести појединца, а често и до делинквентног понашања. До стања аномије долази у периодима друштвене и политичке кризе, ратова и буна, као и у временима друштвене транзиције када више не важе раније норме и традиционалне вредности а нове још нису успостављене, што доводи до пометње и дезоријентације чланова друштва у трагању за социјално пожељним обрасцима понашања.